# Coneo
Coneo (pronuncia Conèo) è una località del comune italiano di Colle di Val d'Elsa, nella provincia di Siena, in Toscana.

## Geografia fisica
Il territorio del Coneo si estende a sud-ovest del capoluogo di Colle, delimitato a nord dalla strada regionale 68 di Val Cecina e ad est dalla strada provinciale 27 di Casole d'Elsa, nel triangolo compreso tra le frazioni di Campiglia dei Foci, Le Grazie e Quartaia. La località è attraversata dal botro del Conio (6 km), corso d'acqua che lambisce il borgo nei pressi dell'abbazia, lungo la strada per Buliciano.
Coneo dista 6 km dal capoluogo comunale e poco più di 30 km da Siena.

## Storia
Il borgo di Coneo nacque in epoca alto-medievale e risulta già citato nel 972. Nell'XI secolo vi sorse una delle abbazie vallombrosane più antiche della Toscana, che esercitò una forte influenza sul territorio. Fu commenda di Alessandro Farnese, futuro papa Paolo III, agli inizi del XVI secolo.
Scrive Emanuele Repetti nella prima metà del XIX secolo: «Un'altra fiera ricca di bestiame vaccino, che vi concorre dalla maremma Volterrana e Grossetana, si pratica da tempo remotissimo nei primi tre giorni di settembre al luogo detto Piano della Fonte del Bottino, che è tra la soppressa pieve di Sant'Ippolito d'Elsa e la badia, ora pieve di Conèo».
Nel 1833 il borgo di Coneo contava 143 abitanti.

## Monumenti e luoghi d'interesse
- Abbazia di Santa Maria Assunta[3][8]
- Pieve dei Santi Ippolito e Cassiano[3][5]